# Sainte-Colombe-sur-Seine
Sainte-Colombe-sur-Seine település Franciaországban, Côte-d’Or megyében. Lakosainak száma 919 fő (2022. január 1.). Sainte-Colombe-sur-Seine Montliot-et-Courcelles, Ampilly-le-Sec, Cérilly, Châtillon-sur-Seine és Étrochey községekkel határos.

## Népesség
A település népessége az elmúlt években az alábbi módon változott:
| Lakosok száma | 1230 | 1201 | 1151 | 932  | 959  | 950  | 943  | 929  | 923  | 919  |
|               | 1968 | 1982 | 1990 | 2006 | 2013 | 2015 | 2017 | 2019 | 2020 | 2022 |